# Adore (음반)
| 전문가 평가          | 전문가 평가                 |
| 평가 점수            | 평가 점수                   |
| 출처                 | 점수                        |
| -------------------- | --------------------------- |
| AllMusic             | [ 1 ]                       |
| Chicago Sun-Times    | [ 2 ]                       |
| Entertainment Weekly | B+                          |
| The Guardian         | [ 4 ]                       |
| Los Angeles Times    | [ 5 ]                       |
| NME                  | 5/10                        |
| Pitchfork            | 8.1/10 (1998) 8.5/10 (2014) |
| Rolling Stone        | [ 9 ]                       |
| Select               | 3/5                         |
| Spin                 | 5/10                        |

《Adore》는 미국의 얼터너티브 록 밴드 스매싱 펌킨스의 네 번째 스튜디오 음반으로, 1998년 6월 2일, 버진 레코드에서 발매되었다. 《Mellon Collie and the Infinite Sadness》의 멀티 플래티넘 성공과 이후 월드 투어를 마친 후, 《Adore》는 MTV에서 "1998년 가장 기대되는 음반 중 하나"로 평가받았다. 밴드 멤버들이 지속적인 대인 관계 문제, 세 개의 록 음반이 성공한 후 음악적 불확실성, 드러머 지미 체임벌린의 탈퇴로 인해 어려움을 겪으면서 음반 녹음이 어려운 것으로 판명되었다. 프론트맨 빌리 코건은 나중에 《Adore》를 "밴드가 무너지는 것"으로 묘사했다. 코건은 음반 녹음 중 이혼과 어머니의 죽음을 겪기도 했다.
그 결과 《롤링 스톤》의 그레그 코트가 "과거와의 완전한 단절"이라고 불렀던 훨씬 더 차분하고 일렉트로닉한 사운드가 탄생했다.  이 음반은 스매싱 펌킨스의 팬층을 분열시켰으며 이전 두 음반만큼 상업적으로 성공하지 못했다. 그러나 밴드의 다른 10년간 발매된 음반들과 마찬가지로 이 음반은 비평가들의 찬사를 받았으며, 코건의 보컬 퍼포먼스, 이하의 미묘한 기타 작업, 분위기 있는 사운드, 그리고 더 성숙한 작곡에 대한 찬사를 받았다.
이 음반은 그래미 어워드 최우수 얼터너티브 뮤직 퍼포먼스 부문 후보에 오른 밴드 중 세 번째 연속 음반이 되었으며, 이후 컬트적인 팬층을 확보했다. 밴드가 1991년부터 2000년까지 백 카탈로그를 재발매하는 프로젝트의 일환으로 2014년 9월에 리마스터드되고 확장된 버전의 음반이 CD와 바이닐로 발매되었다. 이 음반은 트리오로 녹음된 유일한 음반이며, 공식 드러머가 참여하지 않은 첫 번째 음반이다.

## 배경
스매싱 펌킨스는 1995년 멀티 플래티넘 《Mellon Collie and the Infinite Sadness》로 문화적 강자로서의 입지를 굳혔다. 기타로 구동되는 하드 록 사운드의 한계를 느낀 밴드는 《Mellon Collie and the Infinite Sadness》를 만드는 동안 활동을 시작했고, 일렉트로닉 성향의 〈1979〉이 차트 정상에 오른 후 일렉트로니카에 집중했다. 대규모의 무한 슬픔 투어가 끝나면서 빌리 코건은 음악적 소진, "밴드 내 가장 친한 친구이자 음악적 소울 메이트" 지미 체임벌린의 부재, 결혼 생활의 끝, 어머니의 암 사망 등 많은 어려운 문제에 직면하게 되었다.
이 기간 동안 밴드는 영화 사운드트랙 〈Eye〉와 〈The End Is the Beginning Is the End〉에서 두 개의 새로운 싱글을 발표했다. 두 곡 모두 전자적 요소를 포함했지만 밴드의 이전 자료의 하드 록 요소는 그대로 유지했다. 한 리뷰어는 두 싱글을 "공짜, 풀 에너지 충전기"라고 부르며 곧 발매될 음반이 덜 "록킹"될 것이라는 스매싱 펌킨스의 이전 발언을 일축했다. 그러나 코건이 작곡한 새 음반 자료는 주로 단순한 어쿠스틱 곡들로 구성되어 있었다. 코건, 제임스 이하, 다아시 레츠키, 매트 워커는 1997년 2월, 스튜디오에서 며칠 동안 주로 라이브 테이크로 데모를 진행했고, 밴드는 이러한 방식으로 음반 전체를 빠르게 녹음하기를 희망했다. 밴드의 프로그레시브 록에서 영감을 받은 실험을 유지하기 위해 코건은 곧 이 접근 방식에 대해 다시 생각하게 되었고, 포크 록과 일렉트로니카의 혼합체를 구상하기 시작했다. 이 혼합체는 한때 "고대"이자 "미래지향적"이었다.

## 곡 목록
모든 곡들은 빌리 코건에 의해 작사/작곡하였다.
| #   | 제목                                  | 재생 시간 |
| --- | ------------------------------------- | --------- |
| 1.  | 〈To Sheila〉                         | 4:45      |
| 2.  | 〈Ava Adore〉                         | 4:20      |
| 3.  | 〈Perfect〉                           | 3:22      |
| 4.  | 〈Daphne Descends〉                   | 4:38      |
| 5.  | 〈Once Upon a Time〉                  | 4:06      |
| 6.  | 〈Tear〉                              | 5:52      |
| 7.  | 〈Crestfallen〉                       | 4:09      |
| 8.  | 〈Appels + Oranjes〉                  | 3:34      |
| 9.  | 〈Pug〉                               | 4:46      |
| 10. | 〈The Tale of Dusty and Pistol Pete〉 | 4:33      |
| 11. | 〈Annie-Dog〉                         | 3:36      |
| 12. | 〈Shame〉                             | 6:37      |
| 13. | 〈Behold! The Night Mare〉            | 5:12      |
| 14. | 〈For Martha〉                        | 8:17      |
| 15. | 〈Blank Page〉                        | 4:51      |
| 16. | 〈17〉                                | 0:17      |

## 인증
| 국가                                                  | 인증        | 판매량/출하량 |
| ----------------------------------------------------- | ----------- | ------------- |
| 오스트레일리아 (ARIA)                                 | 플래티넘    | 70,000^       |
| 캐나다 (뮤직 캐나다)                                  | 2× 플래티넘 | 200,000^      |
| 덴마크 (IFPI Danmark)                                 | 골드        | 25,000^       |
| 프랑스 (SNEP)                                         | 골드        | 100,000*      |
| 일본 (RIAJ)                                           | 골드        | 100,000^      |
| 뉴질랜드 (RMNZ)                                       | 플래티넘    | 15,000^       |
| 노르웨이 (IFPI 노르웨이)                              | 골드        | 25,000*       |
| 스페인 (PROMUSICAE)                                   | 골드        | 50,000^       |
| 영국 (BPI)                                            | 골드        | 100,000^      |
| 미국 (RIAA)                                           | 플래티넘    | 1,000,000^    |
| *판매량을 기반으로 한 인증 ^출하량을 기반으로 한 인증 |             |               |